# Serie A 1998 (Ecuador)
La Serie A 1998 è stata la 40ª edizione della massima serie del campionato di calcio dell'Ecuador, ed è stata vinta dalla LDU Quito, giunto al suo quinto titolo.

## Formula
La stagione è divisa in due fasi: Apertura e Clausura. La prima si compone di un girone all'italiana iniziale, che seleziona le prime quattro, qualificate al girone per il titolo d'Apertura; le seconde quattro, qualificate al girone per la Coppa CONMEBOL; e le ultime quattro, qualificate al girone per la retrocessione. Il Clausura vede la divisione delle formazioni in due gruppi da 6. Le prime due d'ogni girone passano al girone finale, che permette sia la vittoria del titolo di Clausura che la qualificazione alla Coppa Libertadores. Le seconde due vengono incluse nel girone per la Coppa CONMEBOL; la vincitrice di tale girone si disputa la qualificazione con la vincitrice del medesimo girone nell'Apertura. Le vincitrici di Apertura e Clausura s'affrontano in un incontro decisivo che assegna il titolo di campione d'Ecuador 1998. Durante tutto il campionato non sono permessi pareggi, e ogni partita deve determinare un vincitore; pertanto, sono previsti i tiri di rigore in caso di parità al termine del tempo regolamentare. Le partite vinte ai rigori sono indicate dal numero di sinistra nella colonna "Nulle"; le partite perse sono indicate dal numero di destra.

## Apertura
|  | Pos. | Squadra            | Pt | G  | V  | N   | P  | GF | GS | DR  |
|  | ---- | ------------------ | -- | -- | -- | --- | -- | -- | -- | --- |
|  | 1.   | LDU Quito          | 44 | 22 | 11 | 5/1 | 5  | 40 | 27 | +13 |
|  | 2.   | Emelec             | 42 | 22 | 10 | 4/4 | 4  | 40 | 28 | +12 |
|  | 3.   | Aucas              | 40 | 22 | 9  | 5/3 | 5  | 32 | 22 | +10 |
|  | 4.   | Olmedo             | 38 | 22 | 8  | 5/4 | 5  | 28 | 24 | +4  |
|  | 5.   | ESPOLI             | 36 | 22 | 10 | 2/2 | 8  | 36 | 36 | 0   |
|  | 6.   | Barcelona SC       | 34 | 22 | 18 | 3/4 | 7  | 39 | 29 | +10 |
|  | 6.   | Delfín             | 34 | 22 | 8  | 3/4 | 7  | 33 | 30 | +3  |
|  | 8.   | El Nacional        | 31 | 22 | 8  | 2/3 | 9  | 35 | 27 | +8  |
|  | 9.   | Deportivo Quito    | 29 | 22 | 6  | 3/6 | 7  | 34 | 36 | -2  |
|  | 10.  | Deportivo Cuenca   | 26 | 22 | 7  | 1/4 | 10 | 20 | 27 | -7  |
|  | 11.  | Téc. Universitario | 24 | 22 | 5  | 4/1 | 12 | 26 | 47 | -21 |
|  | 12.  | Panamá             | 16 | 22 | 3  | 2/3 | 14 | 17 | 47 | -30 |

### Girone per il titolo
|  | Pos. | Squadra   | Pt | G | V | N   | P | GF | GS | DR  |
|  | ---- | --------- | -- | - | - | --- | - | -- | -- | --- |
|  | 1.   | Emelec    | 15 | 6 | 5 | 0/0 | 1 | 12 | 5  | +7  |
|  | 2.   | LDU Quito | 11 | 6 | 3 | 1/0 | 2 | 7  | 5  | +2  |
|  | 3.   | Aucas     | 9  | 6 | 3 | 0/0 | 3 | 7  | 6  | +1  |
|  | 4.   | Olmedo    | 1  | 6 | 0 | 0/1 | 5 | 2  | 12 | +10 |

### Girone per la Coppa CONMEBOL
|  | Pos. | Squadra      | Pt | G | V | N   | P | GF | GS | DR |
|  | ---- | ------------ | -- | - | - | --- | - | -- | -- | -- |
|  | 1.   | El Nacional  | 13 | 6 | 3 | 2/0 | 1 | 9  | 3  | +6 |
|  | 2.   | Barcelona SC | 11 | 6 | 3 | 0/2 | 1 | 9  | 5  | +4 |
|  | 3.   | ESPOLI       | 6  | 6 | 1 | 1/1 | 3 | 8  | 10 | -2 |
|  | 3.   | Delfín       | 6  | 6 | 2 | 0/0 | 4 | 5  | 13 | -8 |

### Girone per la retrocessione
|  | Pos. | Squadra            | Pt | G | V | N   | P | GF | GS | DR |
|  | ---- | ------------------ | -- | - | - | --- | - | -- | -- | -- |
|  | 1.   | Deportivo Quito    | 15 | 6 | 4 | 1/1 | 0 | 11 | 5  | +6 |
|  | 2.   | Téc. Universitario | 8  | 6 | 2 | 1/0 | 3 | 8  | 9  | -1 |
|  | 2.   | Panamá             | 8  | 6 | 2 | 1/0 | 3 | 6  | 9  | -3 |
|  | 4.   | Deportivo Cuenca   | 5  | 6 | 1 | 0/2 | 3 | 5  | 7  | -2 |

Deportivo Cuenca -4 punti; Panamá -3; Técnico Universitario -2; Deportivo Quito -1.

## Clausura

### Gruppo 1
|  | Pos. | Squadra         | Pt | G  | V | N   | P | GF | GS | DR  |
|  | ---- | --------------- | -- | -- | - | --- | - | -- | -- | --- |
|  | 1.   | Deportivo Quito | 20 | 10 | 6 | 0/2 | 2 | 23 | 14 | +9  |
|  | 2.   | Aucas           | 19 | 10 | 5 | 1/2 | 2 | 13 | 11 | +2  |
|  | 3.   | El Nacional     | 18 | 10 | 4 | 3/0 | 3 | 18 | 19 | -1  |
|  | 4.   | ESPOLI          | 14 | 10 | 4 | 0/2 | 4 | 21 | 15 | +6  |
|  | 5.   | Emelec          | 13 | 10 | 4 | 0/1 | 5 | 19 | 18 | +1  |
|  | 6.   | Panamá          | 6  | 10 | 0 | 3/0 | 7 | 9  | 26 | -17 |

### Gruppo 2
|  | Pos. | Squadra            | Pt | G  | V | N   | P | GF | GS | DR  |
|  | ---- | ------------------ | -- | -- | - | --- | - | -- | -- | --- |
|  | 1.   | LDU Quito          | 24 | 10 | 6 | 3/0 | 1 | 18 | 5  | +13 |
|  | 2.   | Barcelona SC       | 21 | 10 | 6 | 1/1 | 2 | 17 | 7  | +10 |
|  | 2.   | Olmedo             | 13 | 10 | 3 | 2/0 | 5 | 14 | 19 | -5  |
|  | 4.   | Deportivo Cuenca   | 11 | 10 | 2 | 1/3 | 4 | 11 | 16 | -5  |
|  | 4.   | Téc. Universitario | 11 | 10 | 1 | 3/3 | 3 | 10 | 17 | -7  |
|  | 6.   | Delfín             | 10 | 10 | 2 | 1/2 | 5 | 16 | 22 | -6  |

### Girone per il titolo
|  | Pos. | Squadra         | Pt | G | V | N   | P | GF | GS | DR |
|  | ---- | --------------- | -- | - | - | --- | - | -- | -- | -- |
|  | 1.   | LDU Quito       | 11 | 6 | 3 | 0/2 | 1 | 9  | 6  | +3 |
|  | 2.   | Barcelona SC    | 10 | 6 | 2 | 2/0 | 2 | 9  | 6  | +3 |
|  | 2.   | Aucas           | 10 | 6 | 3 | 0/1 | 2 | 7  | 6  | +1 |
|  | 4.   | Deportivo Quito | 5  | 6 | 1 | 1/0 | 4 | 3  | 10 | -7 |

### Girone per la Coppa CONMEBOL
|  | Pos. | Squadra          | Pt | G | V | N   | P | GF | GS | DR  |
|  | ---- | ---------------- | -- | - | - | --- | - | -- | -- | --- |
|  | 1.   | Deportivo Cuenca | 15 | 6 | 5 | 0/0 | 1 | 12 | 2  | +10 |
|  | 2.   | ESPOLI           | 10 | 6 | 3 | 0/1 | 2 | 13 | 8  | +5  |
|  | 3.   | Olmedo           | 6  | 6 | 0 | 3/0 | 3 | 2  | 12 | -10 |
|  | 4.   | El Nacional      | 5  | 6 | 1 | 0/2 | 3 | 6  | 11 | -5  |

### Girone per la retrocessione
|  | Pos. | Squadra            | Pt | G | V | N   | P | GF | GS | DR  |
|  | ---- | ------------------ | -- | - | - | --- | - | -- | -- | --- |
|  | 1.   | Emelec             | 14 | 6 | 4 | 1/0 | 1 | 20 | 9  | +11 |
|  | 2.   | Téc. Universitario | 9  | 6 | 3 | 0/0 | 3 | 11 | 12 | -1  |
|  | 2.   | Delfín             | 9  | 6 | 3 | 0/0 | 3 | 8  | 15 | -7  |
|  | 4.   | Panamá             | 4  | 6 | 1 | 0/1 | 4 | 9  | 12 | -3  |

Panamá -4 punti; Delfín -3; Técnico Universitario -2; Emelec -1.
Conteggio complessivo: Panamá -7 punti; Técnico Universitario -4; Deportivo Cuenca -4; Delfín -3; Deportivo Quito -1; Emelec -1.
Panamá e Técnico Universitario retrocessi.

## Fase finale

### Finale per il titolo

#### Andata
| Guayaquil 23 dicembre 1998                            | Emelec    | 1 – 0 referto | LDU Quito | Estadio George Capwell |
| \| \| \| \| \| Kaviedes 67’ (rig.) \| Marcatori \| \| |           |               |           |                        |
|                                                       |           |               |           |                        |
| Kaviedes 67’ (rig.)                                   | Marcatori |               |           |                        |

#### Ritorno
| Quito 27 dicembre 1998, ore 11:30                                                                  | LDU Quito | 7 – 0 referto | Emelec | Stadio La Casa Blanca |
| \| \| \| \| \| de la Cruz ?’, ?’, ?’ Hurtado ?’, ?’ Caicedo ?’ (aut.) Reasco ?’ \| Marcatori \| \| |           |               |        |                       |
| |           |               |        |                       |
| de la Cruz ?’, ?’, ?’ Hurtado ?’, ?’ Caicedo ?’ (aut.) Reasco ?’                                   | Marcatori |               |        |                       |

### Finale per la Coppa CONMEBOL

#### Andata
| Cuenca 20 febbraio 1999                                                          | Deportivo Cuenca | 1 – 3 referto                       | El Nacional | Estadio Alejandro Serrano Aguilar |
| \| \| \| \| \| España 54’ \| Marcatori \| 9’ Burbano 22’ Ordóñez 63’ Valencia \| |                  |                                     |             |                                   |
|                                                                                  |                  |                                     |             |                                   |
| España 54’                                                                       | Marcatori        | 9’ Burbano 22’ Ordóñez 63’ Valencia |             |                                   |

#### Ritorno
| Quito 27 febbraio 1999                                                               | El Nacional | 3 – 2 referto           | Deportivo Cuenca | Estadio Olímpico Atahualpa |
| \| \| \| \| \| Chalá 8’, 65’ Valencia 72’ \| Marcatori \| 26’ Sánchez 90’ Lavezzi \| |             |                         |                  |                            |
|                                                                                      |             |                         |                  |                            |
| Chalá 8’, 65’ Valencia 72’                                                           | Marcatori   | 26’ Sánchez 90’ Lavezzi |                  |                            |

## Verdetti
- LDU Quito campione nazionale
- LDU Quito ed Emelec in Coppa Libertadores 1999
- El Nacional in Coppa CONMEBOL 1999.
- Panamá e Técnico Universitario retrocessi.

## Classifica marcatori
| Gol |  |  | Giocatore             | Squadra            |
| --- |  |  | --------------------- | ------------------ |
| 43  |  |  | Iván Kaviedes         | Emelec             |
| 29  |  |  | Víctor Soria          | Deportivo Quito    |
| 26  |  |  | Alberto Capurro       | ESPOLI             |
| 20  |  |  | Max Mesías            | Olmedo             |
| 17  |  |  | Francisco Correa      | Aucas              |
| 16  |  |  | Patricio Hurtado      | LDU Quito          |
| 16  |  |  | Edison Maldonado      | Aucas              |
| 14  |  |  | Leonel Yerovi         | ESPOLI             |
| 13  |  |  | Paúl Guevara          | LDU Quito          |
| 12  |  |  | Nicolás Asencio       | Barcelona SC       |
| 12  |  |  | Carlos Alberto Juárez | Emelec             |
| 12  |  |  | Alex Perlaza          | Panamá             |
| 11  |  |  | Fabián Cubero         | ESPOLI             |
| 11  |  |  | José Gavica           | Barcelona SC       |
| 11  |  |  | Juan Molles           | Téc. Universitario |
| 11  |  |  | David Valencia        | Téc. Universitario |